# دانا دوگارو
دانا دوگارو (رومانیایی: Dana Dogaru؛ زادهٔ ۱ اوت ۱۹۵۳) بازیگر اهل رومانی است.
از فیلم‌هایی که وی در آن‌ها نقش داشته‌است، می‌توان به مرگ آقای لازارسکو، عروسی بی سروصدا و سیرانوادا اشاره نمود.